# 曾我兄弟復仇事件

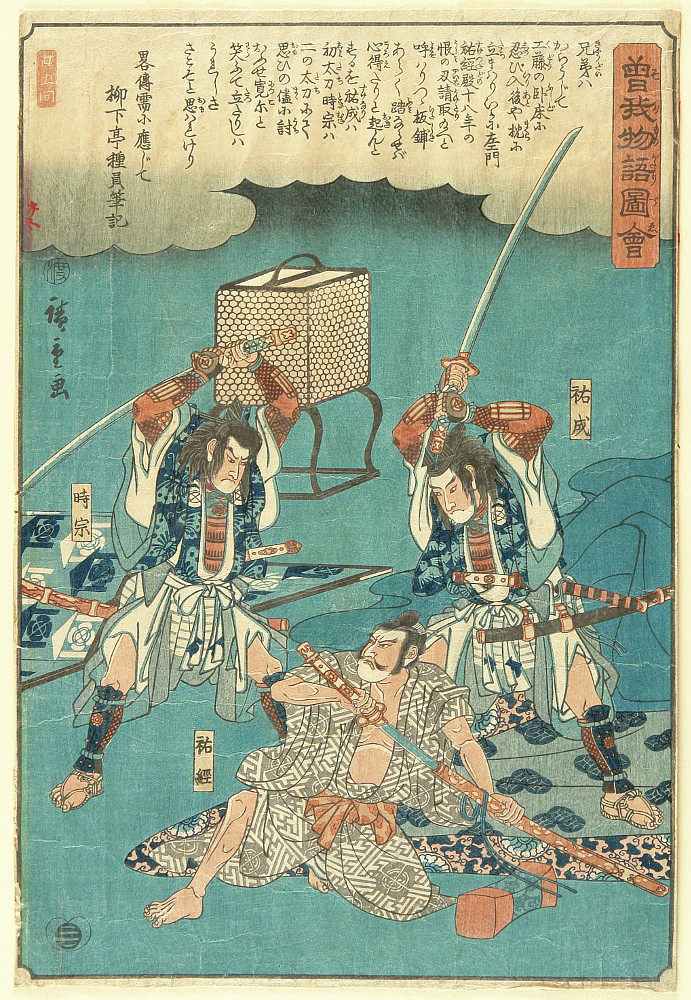
曾我兄弟復仇

曾我兄弟復仇事件（日语：曽我兄弟の仇討ち），發生于建久4年5月28日（1193年6月28日），是鎌倉時代的一次暗殺、復仇事件。曾我祐成和曾我時致兄弟在源賴朝的富士山狩獵中，替父河津祐泰報仇殺了工藤祐經。這起事件和元禄赤穗事件、键屋之辻决斗事件並稱日本三大復仇事件。

## 起因
曾我兄弟的祖父是伊豆國的豪族伊東祐親，他是工藤氏第六代家督工藤祐隆的長孫；被殺的工藤祐經（原為伊東氏）則是伊東祐親的堂弟。
祐經的父親名為祐繼，是工藤祐隆的養子、工藤氏第七代家督。非嫡長子的祐繼原先無望繼承家業，但由於其長兄伊東祐家早逝，祐家之子祐親當時尚年幼，因此工藤祐隆便選定祐繼為工藤氏之繼承人，稱為工藤佑繼，但又繼承了伊東家的部分產業。
伊東祐親長大成人後對此相當不滿，遂於工藤祐繼死後，奪取了其子工藤祐經繼承的領地。
安元2年（1176年）10月，工藤祐經因為不滿伊東祐親強奪領地，於是派手下大見小藤太和八幡三郎，在狩獵的途中刺殺伊東祐親，然而射出的箭誤殺了伊東祐親的長子、曾我兄弟的父親河津祐泰。
河津祐泰死後，妻子滿江御前帶着曾我兄弟（當時尚未元服，稱一萬丸與箱王丸）改嫁曾我祐信。因此兩兄弟在曾我家長大，故稱其曾我兄弟。
治承寿永之乱中，伊東家追隨平家，伊東祐親被捕后自殺。而工藤祐經因支持源氏，成為了源賴朝的寵臣，又分配到原伊東家的領地。
曾我兄弟長大成人後，兄長一萬丸元服並繼承曾我家家督，改名為曾我十郎祐成。弟弟箱王丸寄養在生父河津祐泰的菩提寺箱根權現社（今箱根神社）並出家。
文治3年（1187年），源賴朝參拜箱根權現社。箱王丸發現了隨同前來的工藤祐經。工藤祐經不知道眼前的箱王丸是與自己有殺父之仇的侄孫，甚至送給箱王丸一把紅木柄的短刀。
此後箱王丸投奔姑丈北条時政（北条時政的元配是伊東祐親的女兒），時政為箱王丸元服並改名為曾我五郎時致。

## 經過
建久4年（1193年）5月，源賴朝在富士山下舉行盛大的狩獵。5月28日，曾我兄弟潛入工藤祐經休息的地方，由五郎刺殺酒醉的工藤祐經，凶器便是當年工藤祐經所贈之短刀。
聽到動靜的武士們隨即包圍了曾我兄弟，雖然兄弟合力斬殺了10人，但是寡不敵眾，兄長十郎被仁田忠常殺死；弟弟五郎想潛入源賴朝的寢所，結果被男扮女装的五郎丸擒獲。

## 後續
五郎被擒獲後，向源賴朝供述報仇的緣由，雖然源賴朝同情曾我兄弟，可是在工藤祐經親族懇求下，最終處斬五郎。
事後，源賴朝一時與鎌倉幕府失去聯絡。後來，留在鎌倉的源範賴受賴朝懷疑有謀反之心，被送去伊豆修善寺軟禁，最後範賴自殺。

## 賴朝暗殺未遂說
工藤祐經被殺之後，曾我兄弟沒有立刻逃跑，反而企圖潛入賴朝的寢所，導致十郎被殺、五郎被俘。有人認為這個事件其實是北条時政為了清除自己的政敵，假借兄弟報仇的名義刺殺源賴朝。

## 曾我物語
江戶時代的能劇、淨瑠璃、歌舞伎及浮世繪等都有以此事件為題材的作品。

## 備考

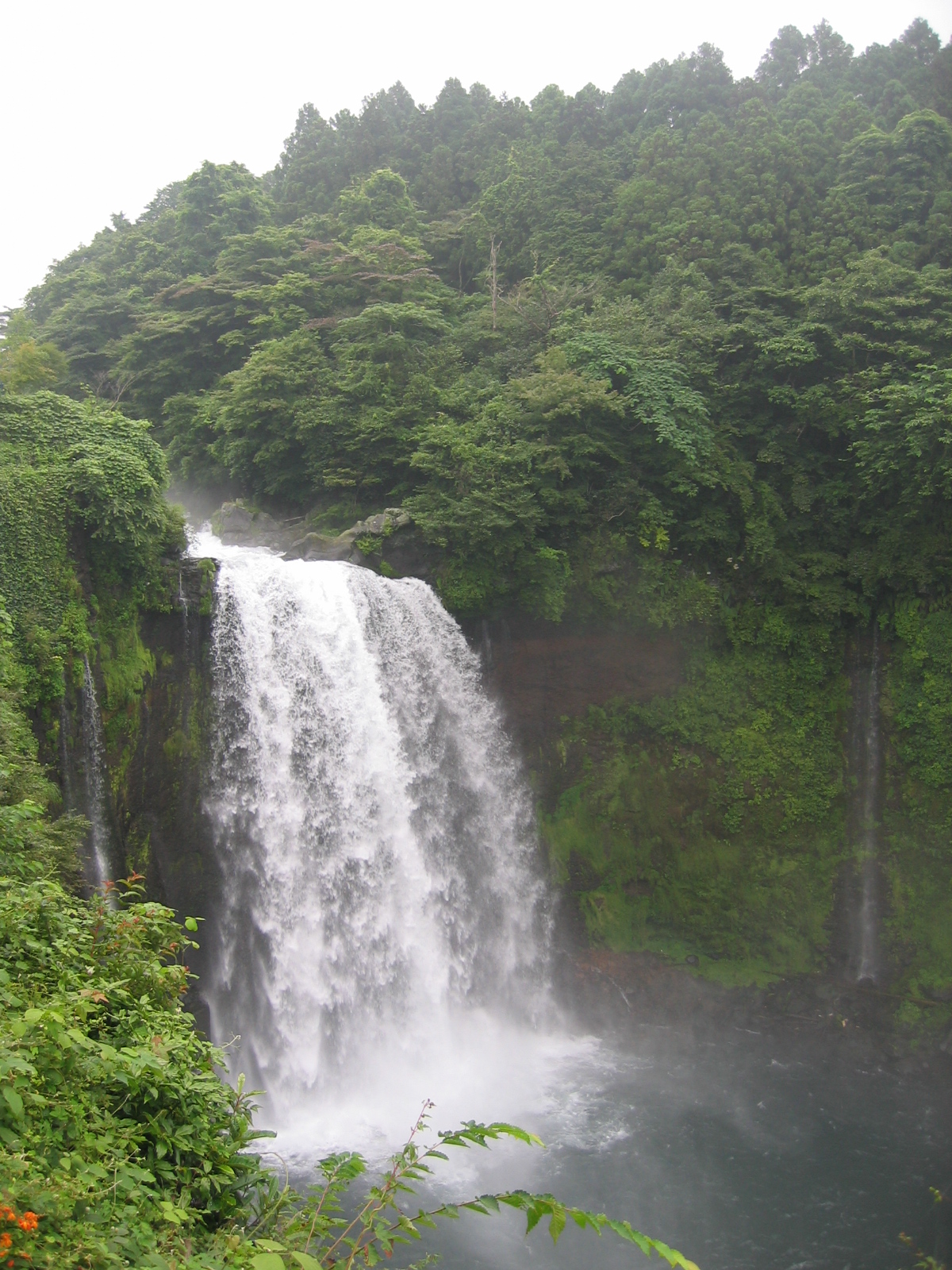
音止瀑布

傳說曾我兄弟怕被人聽見，因此在現今静岡縣富士宮市的音止瀑布策劃暗殺。

## 曾我兄弟墓所
曾我兄弟的墓所在神奈川縣足柄下郡下曾我町，此外在箱根元町也有曾我兄弟之墓。

## 關連項目
- 吾妻鏡 - 記錄鎌倉時期的史書
- 元禄赤穗事件
- 键屋之辻决斗事件